# Лонгитудинални талас
Лонгитудинални талас је талас при чијем простирању честице осцилују у правцу простирања таласа. Може се кретати само кроз супстанцијалне средине, које поседују еластичност. Пример је звук у води и ваздуху. Супротност овог вида таласа су трансверзални таласи.

## Простирање
За разлику од трансверзалних, лонгитудинални се могу простирати и кроз течну и кроз гасовиту средину (а исто као и они могу кроз чврсту). То значи да су сви механички таласи присутни у гасовитим и течним срединама лонгитудинални. Једини изузетак су трансверзални таласи на површини течности, где се јављају заједно са лонгитудиналним, заједно чинећи резултујући талас.

## Брзина лонгитудиналних таласа
Брзина лонгитудиналних таласа у чврстим и течним срединама рачуна се формулом: {\displaystyle v={\sqrt {\frac {E}{\rho }}}},
где је {\displaystyle E}-Јунгов модул еластичности за чврсте средине, а коефицијент стишљивости за течне, док је {\displaystyle \rho }-густина. У идеалним гасовима брзина лонгитудиналних таласа је:{\displaystyle v={\sqrt {\frac {\gamma {RT}}{M}}}}. 
Очигледно брзина лонгитудиналних таласа у идеалним гасовима зависи само од температуре. 